# Sport Chavelines Juniors
Sport Chavelines Juniors es un club de fútbol peruano del Departamento de La Libertad, Provincia de Pacasmayo. Fue fundado el 13 de febrero de 1984 y participó en la Liga 2 de Perú en tres temporadas.

## Historia

### Fundación y campañas en la Copa Perú
El club fue fundado el 13 de febrero de 1984 en la ciudad de Pacasmayo. Era la filial del club Los Chavelines de la misma ciudad.
El máximo logro de Chavelines de Pacasmayo antes de la temporada 2019 fue el ser octavofinalista de la Copa Perú 2014, la cual fue su primera participación en la etapa nacional de este torneo. Tras un mal paso en la campaña 2016, 2019 significó el año en el que consiguieron llegar al fútbol profesional. Cuenta con el apoyo del grupo empresarial Grupo Chavelines, que también apoyó a otros equipos locales como Los Espartanos y Serrato Pacasmayo.

### Ascenso a Liga 2
En 2019, Chavelines salió campeón de la Liga Distrital de Pacasmayo, campeón de la Liga Provincial de Pacasmayo y campeón de la Liga Departamental de La Libertad, lo cual le dio el derecho a participar de la fase nacional de la Copa Perú 2019. No pasaron apuros para superar la primera etapa, eliminando después en dieciseisavos de final a Futuro Majes de Arequipa, a Sport Huanta de Ayacucho en octavos de final y a ADT de Tarma en cuartos de final, clasificando así a la finalísima. En el cuadrangular final empataron 1-1 con Deportivo Llacuabamba de su departamento, perdieron 2-1 ante Carlos Stein de Lambayeque y empataron 1-1 con Sport Estrella de Piura, ubicándose en la tercera posición, con posibilidades de ascender a la Liga 1. La posterior participación en el Cuadrangular de ascenso 2019, no fue la mejor para el equipo de Pacasmayo, tras perder ante Llacuabamba y Deportivo Coopsol y empatar ante Atlético Grau. Pese a quedar en la última ubicación, el haber llegado hasta esta etapa decisiva del fútbol peruano, les dio el derecho a participar de la Liga 2, por primera vez en su historia a partir de la temporada 2020 en la que llegó hasta la semifinal del torneo donde perdió 4-2 ante Alianza Atlético Sullana.  

### Descenso y retorno a la Copa Perú
En la Temporada 2022, tras una pésima campaña desciende a la Copa Perú después de perder contra el Deportivo Coopsol 2-1 faltando 2 fechas del final del campeonato. De esta manera le termina diciendo adiós al fútbol profesional tras 3 años. Desde entonces no participa en torneo oficiales.

## Uniforme
- Uniforme titular: Camiseta amarilla, pantalón amarillo, medias amarillas.
- Uniforme alternativo: Camiseta azul, pantalón azul, medias azules.

### Titular
| 2011-2013 | 2014 | 2015 | 2016 | 2017 | 2018 | 2019 | 2020 | 2021 |

| 2022 |

### Alternativo
| 2015 | 2017 | 2019 | 2020 | 2021 | 2022 |

### Tercero
| 2022 |

### Indumentaria y patrocinador
| Periodo                   | Patrocinador |
| ------------------------- | ------------ |
| 2014                      | Real         |
| 2015 - 2018               | New Life     |
| 2019 (enero - agosto)     | Real         |
| 2019 (agosto - diciembre) | Trusports    |
| 2020 - actualidad         | Palant       |

| Periodo           | Patrocinador                |
| ----------------- | --------------------------- |
| 2019              | Valsova S.A.C. ROMAX        |
| 2020 - Actualidad | Elegant Show Valsova S.A.C. |

## Datos del club
- Temporadas en Primera División:  0.
- Temporadas en Segunda División: 3 (2020 - 2022).
- Mayor goleada conseguida
  - En campeonatos nacionales de local: Sport Chavelines 2:0 Comerciantes Unidos (10 de abril de 2022).
  - En campeonatos nacionales de visita: Ninguno.
  - En campeonatos nacionales en cancha neutral: Comerciantes Unidos 1:5 Sport Chavelines (29 de julio de 2021).
  - En Copa Perú: Vasko FC 0:24 Sport Chavelines (14 de julio de 2019)[3]
- Mayor goleada recibida :
  - En campeonatos nacionales de local: Sport Chavelines 1:3 Unión Huaral (18 de septiembre de 2022).
  - En campeonatos nacionales de visita: 
    - Deportivo Llacuabamba 5:1 Sport Chavelines (22 de mayo de 2022)
    - Comerciantes Unidos 4:0 Sport Chavelines (10 de julio de 2022).

  - En campeonatos nacionales en cancha neutral: Sport Chavelines 2:5 Los Chankas (19 de agosto de 2021).
- Mejor puesto en Segunda División: 3.º (2021)
- Peor puesto en Segunda División: 13.º (2022)

## Presidentes y entrenadores
| Presidente   | Inicio | Fin        |
| ------------ | ------ | ---------- |
| Jean Acevedo | 2014   | actualidad |

| Entrenador         | Inicio                  | Fin                      |
| ------------------ | ----------------------- | ------------------------ |
| Marco Sampén       | 2014                    | 2014                     |
| Marco Tello        | 2014                    | 2014                     |
| Erick Torres       | 2014                    | 2014                     |
| José Ramírez Cubas | 9 de enero de 2015      | 2015                     |
| Marco Sampén       | 2016                    | 2016                     |
| William Laya       | 2016                    | 14 de septiembre de 2016 |
| Elke Cárdenas      | 2017                    | 2017                     |
| Carlos Galván      | 2018                    | 2018                     |
| Paolo Maldonado    | 2 de enero de 2019      | 2019                     |
| Carlos Galván      | 16 de abril de 2019     | 30 de octubre de 2019    |
| Marco Sampén       | 2019                    | 2019                     |
| Erick Torres       | 19 de noviembre de 2019 | 30 de noviembre de 2019  |
| Gustavo Onaindia   | 28 de diciembre de 2019 | 2020                     |
| Gustavo Roverano   | 2020                    | 2020                     |
| Jesús Oropesa      | 2021                    | 2021                     |
| Francisco Melgar   | 2021                    | 2021                     |
| José Soto          | 2022                    | 2022                     |
| José Melecio       | 2022                    | 2023                     |

## Palmarés

### Torneos nacionales
| Competición nacional | Títulos | Subcampeonatos |
| -------------------- | ------- | -------------- |
| Fase 1 Liga 2 (1/0)  | 2021    |                |

### Torneos regionales
| Competición regional                    | Títulos           | Subcampeonatos |
| --------------------------------------- | ----------------- | -------------- |
| Liga Departamental de La Libertad (2/1) | 2014, 2019.       | 2016.          |
| Liga Provincial de Pacasmayo (2/2)      | 2014, 2019.       | 2016, 2017.    |
| Liga Distrital de Pacasmayo (3/1)       | 2014, 2016, 2019. | 2017.          |